# Outaouais (Québec)
Pour les articles homonymes, voir Outaouais.
L’Outaouais est une région administrative du Québec, au Canada, sur la rive nord de la rivière des Outaouais, partageant une frontière avec l'Ontario. Elle est composée de quatre municipalités régionales de comté (MRC) et de 67 municipalités locales.

## Géographie
Sont repartis sur son territoire, en ordre d'importance : les forêts (78,5 %), les eaux (10,3 %), les milieux humides (6,8 %), les terres agricoles (3,6 %) et finalement les surfaces artificielles (0,9 %).

### Situation
L'Outaouais est situé dans l'ouest du Québec, au nord de la rivière des Outaouais à laquelle la région doit son nom. La région s'étend sur 34 077 km2 de superficie, dont 30 469 km2 qui sont terrestres, soit 2 % du territoire québécois. Gatineau, ville faisant face à la capitale canadienne Ottawa, est son principal pôle économique et social.
Elle est bordée à l'ouest et au nord par l'Abitibi-Témiscamingue, à l'est par les Laurentides et au sud par l'Est ontarien.

### Relief

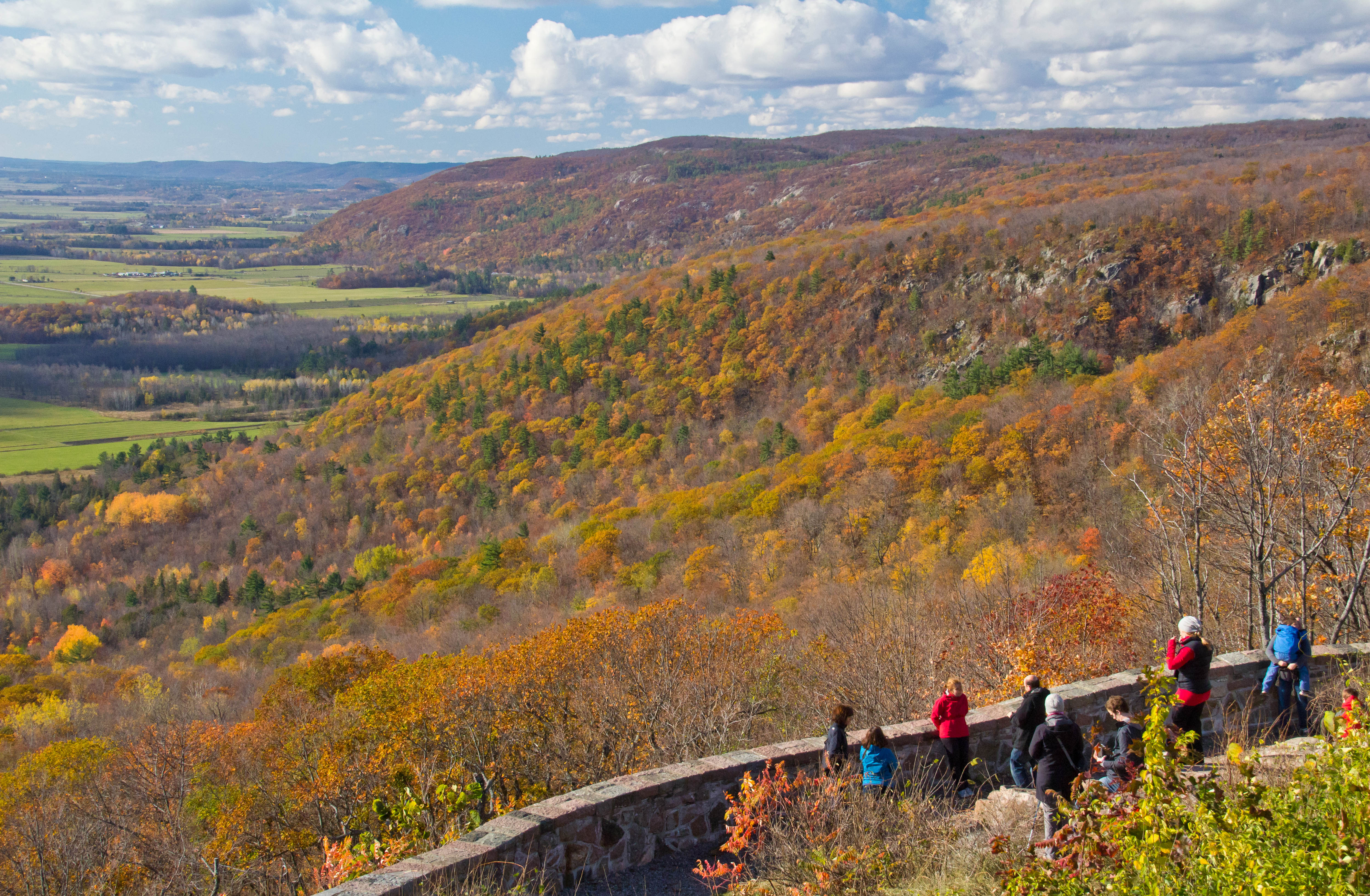
L'escarpement d’Eardley, en Outaouais, marque le commencement des Laurentides.

La région constitue l'extrémité occidentale de la chaîne des Laurentides. Par conséquent, on y retrouve peu de sommets importants. Toutefois, son relief presque entièrement parsemé de collines tranche nettement avec la région voisine au sud de la rivière des Outaouais, du côté de l'Ontario, où se trouve une grande plaine caractérisée par le graben d'Ottawa-Bonnechère. L'escarpement d’Eardley en est la meilleure représentation. Cet escarpement constitue le rebord sud des collines de la Gatineau, une constituante outaouaise des Laurentides. La vallée de la rivière Gatineau est plus basse et plate que le reste de la région.
L'altitude minimale est de 37 m à la rivière des Outaouais, tandis que l'altitude maximale est de 610 m (sommet innommé, situé 15 km à l’est du réservoir Cabonga : 47° 29′ 35″ N, 76° 19′ 07″ O).

### Hydrographie
La rivière des Outaouais représente la frontière sud de la région, tandis que la rivière Dumoine représente sa frontière ouest. Parmi les autres rivières importantes, on retrouve les rivières Gatineau, de la Petite Nation, du Lièvre et Coulonge.
L'Outaouais comporte quelques lacs de grande superficie. Elle en partage plusieurs avec la région voisine des Laurentides, comme le lac des Trente et Un Milles, le lac du Poisson-Blanc ou le grand réservoir Baskatong. La plus grande étendue d'eau est le réservoir Cabonga, à sa frontière avec l'Abitibi-Témiscamingue. Parmi les autres lacs importants, on retrouve : le lac Pemichangan, le lac Heney, le réservoir Paugan, le lac Simon, le lac Saint-Patrice, le lac Dumoine, le lac Jean-Peré, le lac Byrd ou le lac Poulter.

## Histoire

### Préhistoire et premiers habitants

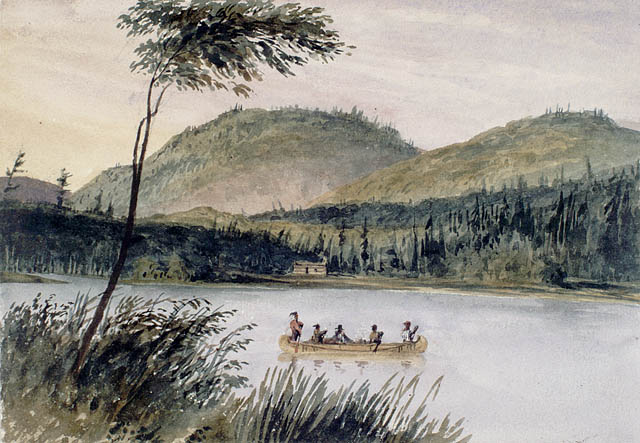
Le portage de Joachim, sur la rivière des Outaouais.

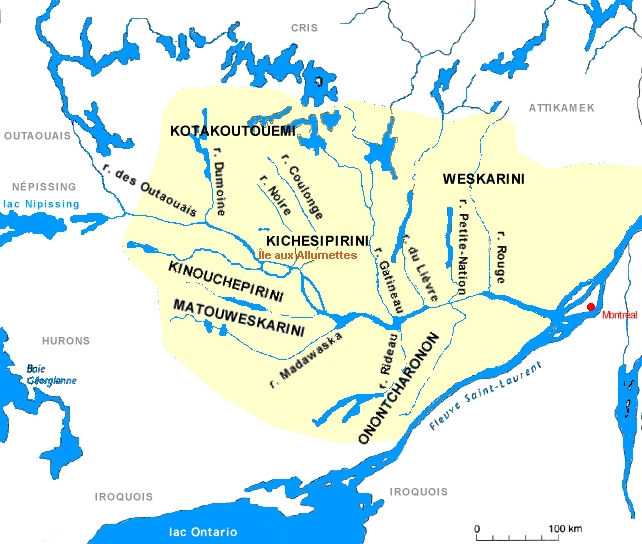
Carte des tribus occupant l'Outaouais avant l'arrivée des Européens.

La région immerge après la fonte de l'inlandsis laurentidien et le retrait de la mer de Champlain, à la suite de la dernière période glaciaire, il y a 9 500 ans.
Les premiers habitants clairement identifiés de l'Outaouais sont reliés à la culture de l'Archaïque laurentien, vers 4000 av. J.-C.. Leur présence fut validée par des fouilles réalisées sur l'île aux Allumettes et sur l'île Morrisson. La présence amérindienne semble plus discrète au Sylvicole, période de sédentarisation reliée à l'agriculture. Des fouilles sur le site du lac Leamy, où la présence humaine fut ininterrompue pendant plusieurs millénaires, n'apportent toujours pas les preuves de cette mutation en Outaouais.
À l'arrivée des Européens au XVIIe siècle, les environs sont peuplés par 2 000 à 3 000 Algonquins, répartis jusqu'en Basse-Mauricie et l'Abitibi-Témiscamingue, au nord. En Outaouais, on retrouve trois tribus : les Weskarinis (à l'est), les Kichesipirinis (au centre) et les Kotakoutouemis (au nord). Le premier Européen à découvrir la région est l'aventurier Étienne Brûlé (1610), suivi des explorateurs Nicolas Vignau (1611) et Samuel de Champlain (1613) et du prêtre Joseph Le Caron (1615).
La rivière des Outaouais devient rapidement incontournable pour la traite des fourrures et l'exploration des Grands Lacs et de la baie d'Hudson. Entre 1630 et 1650, une série d'épidémies apportées par les missionnaires français ainsi que les guerres franco-iroquoises conduiront à une disparition quasi complète de la population. Celle-ci atteint son plus bas niveau en 6 000 ans. Les autochtones reviendront progressivement s'installer en Outaouais, à Kitigan Zibi, au milieu du XIXe siècle.
Une première seigneurie, la Petite-Nation, est concédée aux Jésuites en 1674, mais le gouvernement royal n'encourage pas sa colonisation. Un poste de traite, Fort-Coulonge, est fondé en 1694.

### Colonisation tardive, mais rapide

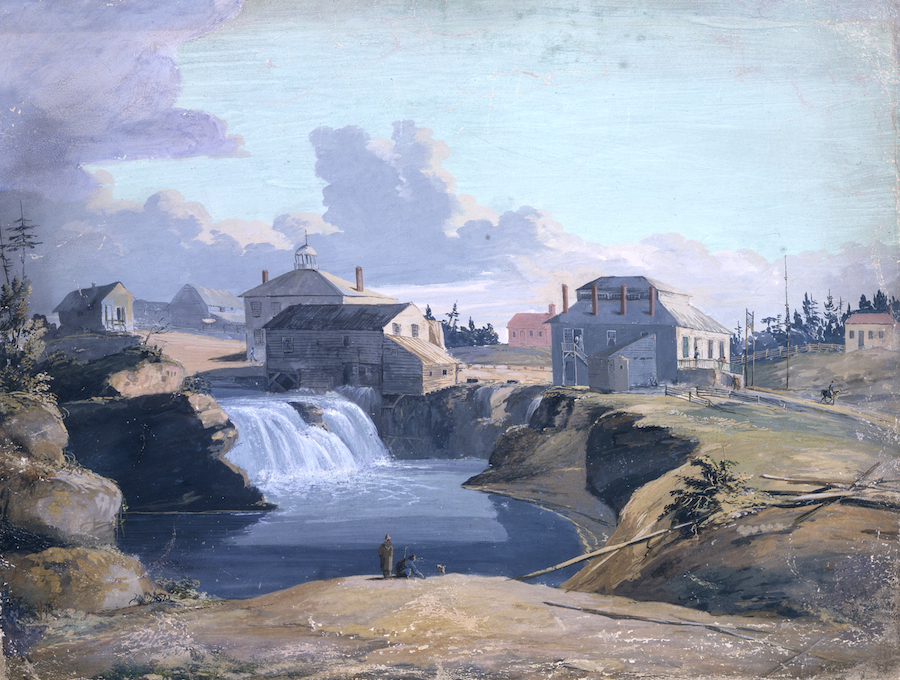
Vue du moulin et de la taverne du pionnier Philemon Wright, à Hull, en 1823.

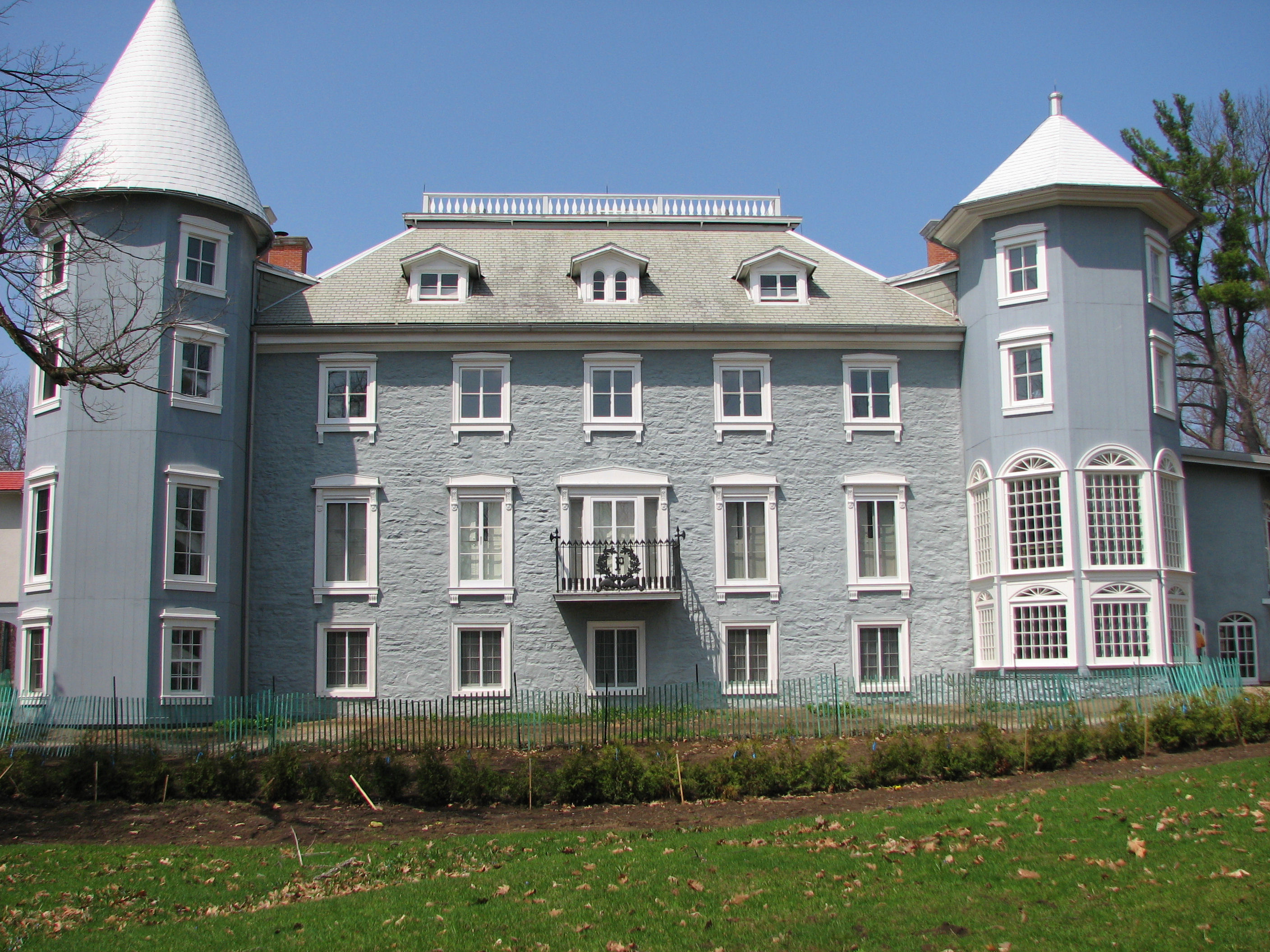
Le Manoir Papineau, construit à la fin des années 1840, est la résidence du chef patriote Louis-Joseph Papineau.

À l'avènement du régime britannique, la région est toujours désertée. Il faut attendre le début du XIXe siècle pour que s'amorce un développement rapide. La Petite-Nation, achetée par Joseph Papineau en 1801, deviendra un foyer de peuplement francophone, tandis que le reste de la région est offerte aux colons anglophones, des loyalistes britanniques ou des opportunistes en provenance des États-Unis récemment indépendants. Philemon Wright arrive de son côté en 1800 en compagnie de 25 personnes, et s'établit à Asticou. Il est suivi d'Archibald McMillan en 1806, qui achète les cantons de Templeton, Lochaber et Grenville.
Le commerce du bois d’œuvre sur la rivière des Outaouais prend son essor en raison du blocus continental imposé au Royaume-Uni. L'exportation vers les États-Unis devient également un marché important après la signature du Traité de réciprocité canado-américain. L'Outaouais est relié à Montréal hebdomadairement par bateau à partir de 1819. Le Pontiac est colonisé au même moment par des Irlandais orangistes, antifrancophones, ce qui teintera la démographie et la toponymie de cette région. La population est essentiellement ouvrière, célibataire et masculine. La riche culture populaire locale s'inspire de ce monde rude d'hommes où surviennent parfois des affrontements entre les différentes communautés culturelles (Guerre des Shiners). C'est l'époque de Jos Montferrand et d'Andrew Leamy.
Le comté d'Ottawa, couvrant l'ensemble de l'Outaouais, est créé en 1829. Lors de l'union du Bas et du Haut-Canada en 1840, la région devient centrale et gagne en importance, alors qu'elle avait toujours été une région frontière. Le diocèse d'Ottawa est fondé en 1854. Le développement de Bytown, qui deviendra la capitale du Canada en 1857, contribue fortement au développement de l'Outaouais. Les villes d'Aylmer, de Hull et de Buckingham sont alors en forte croissance.

### Industrialisation et urbanisation

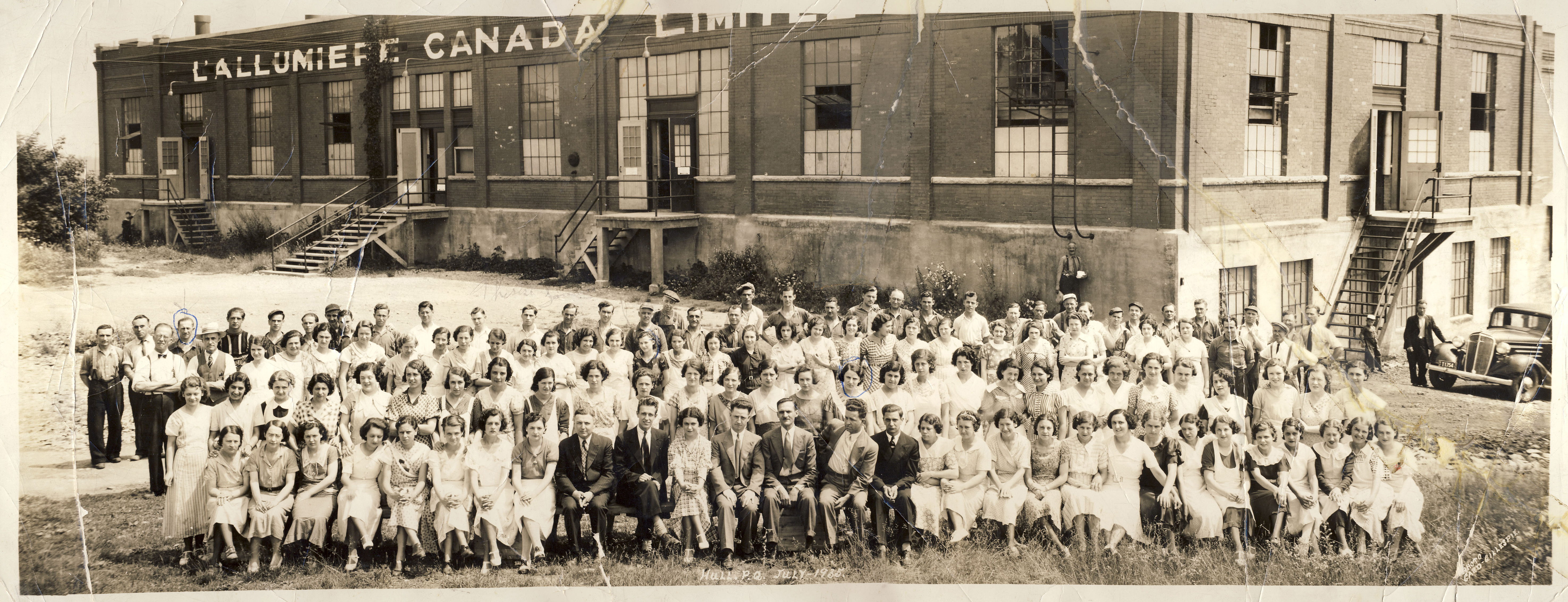
Photographie des employés, majoritairement féminins, de l'Allumière Canada limitée posant devant l'usine.

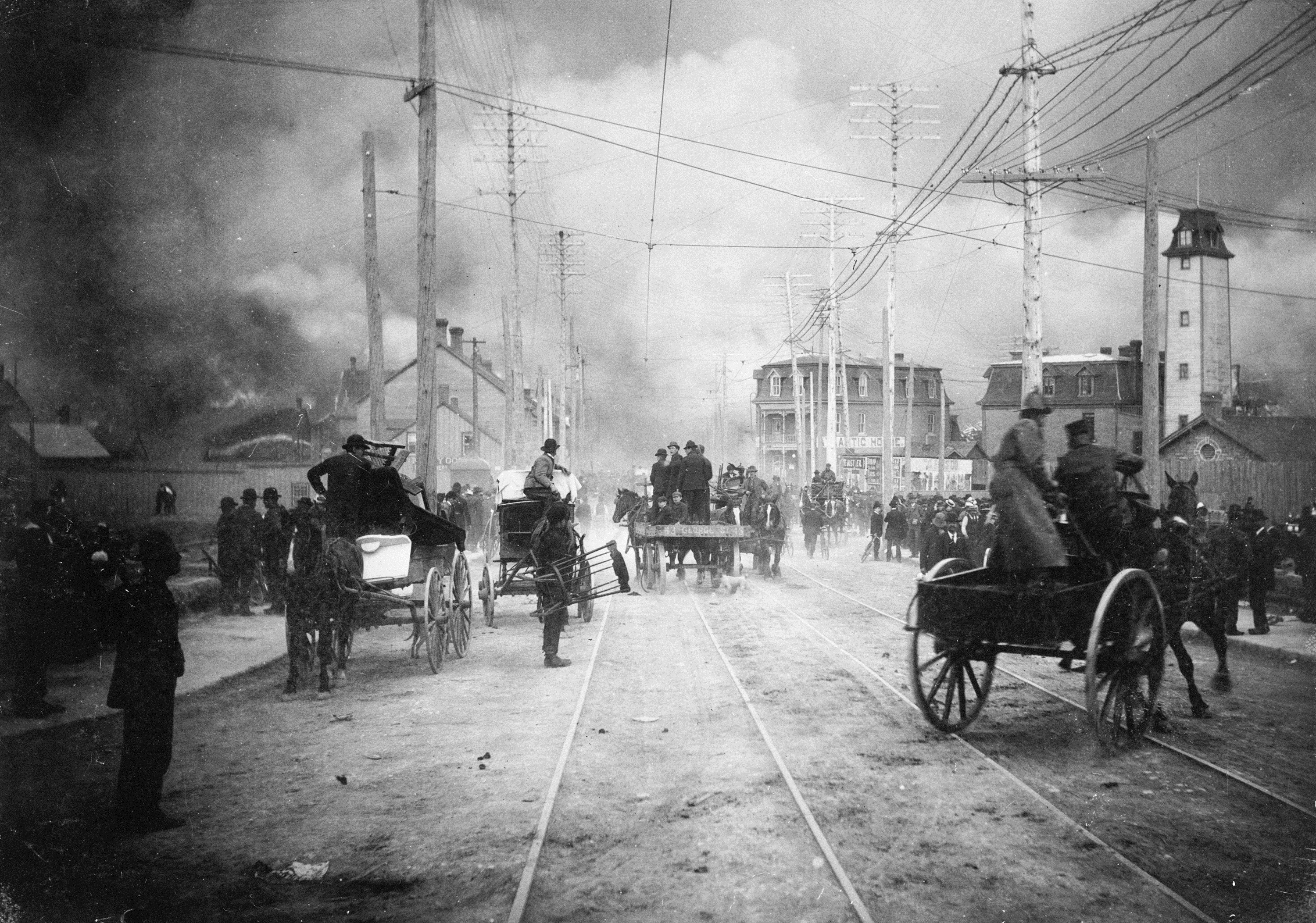
Grand feu de Hull, en avril 1900.

L'histoire religieuse de l'Outaouais est marquée par l'arrivée des Oblats en 1844. Plusieurs paroisses sont créées à cette époque. Comme partout au Québec, l'Église catholique investit intensément les domaines de l'éducation et de la santé. La diversité de confessions religieuses et de langues en Outaouais posera plusieurs problèmes. L'assimilation linguistique est un enjeu important pour les francophones devant parfois s'éduquer dans des écoles catholiques où l'enseignement est prodigué en anglais.
À la fin du XIXe siècle, Hull devient une importante ville industrielle. Elle sera la troisième ville du Québec en nombre d'habitants quelques années plus tard (entre 1920 et 1937). Les pâtes et papiers et l'hydroélectricité deviennent les principales industries de la région. L'urbanisation rapide d'Ottawa-Hull laissera peu de place à l'occupation du reste du territoire outaouais dans les décennies à venir. Encore aujourd'hui, la majorité de la population se concentre dans l'axe allant d'Aylmer à Thurso, à proximité de la capitale canadienne. Ce foyer urbain est l'un des plus actifs sur le plan syndical au Québec au tournant du XXe siècle (première grève générale en 1891, premier syndicat féminin en 1918). Les industriels James Maclaren et Ezra Butler Eddy forgeront des empires commerciaux en Outaouais. En 1929, 90% des allumettes du Canada sont produites en Outaouais.
Du côté du monde rural, la colonisation de l'Outaouais se termine vers 1910. Les colons se dirigent alors vers de nouveaux territoires inexploités comme l'Abitibi-Témiscamingue. Le nombre de fermes commence à régresser. L'agriculture de subsistance persistera encore un temps, beaucoup d'agriculteurs travaillant seulement une partie de l'année dans les nombreux chantiers forestiers de la région. Le modèle coopératif agricole prendra plus de temps à s'implanter qu'ailleurs au Québec. 
Au XXe siècle, l'Outaouais accusera longtemps un retard en matière d'institutions culturelles, d'éducation supérieure et de santé de pointe, étant dans l'ombre de la capitale canadienne. En 1949, le rapport Gréber recommande de faire de l'Outaouais un lieu de divertissement pour les fonctionnaires fédéraux.

### Époque récente

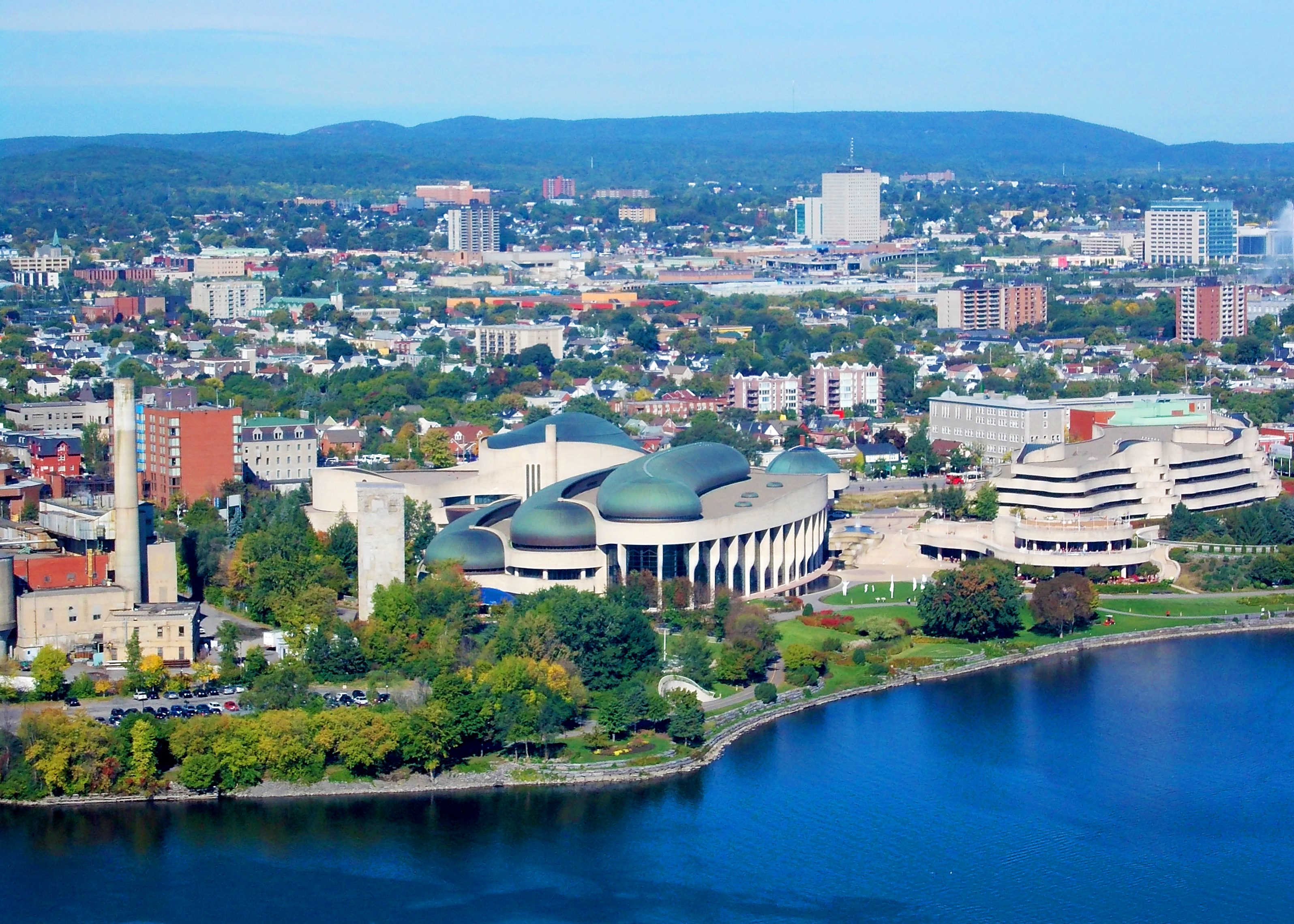
Gatineau, situé face à la capitale canadienne Ottawa, est le cœur économique et culturel de l'Outaouais.

À partir de la Révolution tranquille, le gouvernement du Québec crée plusieurs institutions dans la région afin de rattraper son retard. La Communauté régionale de l'Outaouais (CRO) voit le jour le 1er janvier 1970 afin de faire contrepoids à la Commission de la capitale nationale. Le Cégep de l'Outaouais est fondé en 1967 et l'Université du Québec en Outaouais en 1981. 
La fin du XXe siècle est marquée par une réorganisation municipale du cœur urbain de l'Outaouais. En 1974, Gatineau devient la plus grande ville de la région grâce à la fusion de sept petites municipalités. Le 5 mai 1991, un référendum est tenu sur la fusion de Hull, Aylmer et Gatineau. 66,42% de la population s'y oppose. Ces villes (auxquelles s'ajoutent Buckingham et Masson-Angers) seront finalement fusionnées par le gouvernement lors de la réorganisation des municipalités du Québec en 2001.

## Démographie
| 1825  | 1827  | 1861   | 1891   | 1986    | 1991    | 1996    | 2001    | 2006    |
| ----- | ----- | ------ | ------ | ------- | ------- | ------- | ------- | ------- |
| 1 736 | 2 488 | 41 299 | 81 065 | 256 334 | 283 773 | 307 441 | 315 546 | 341 096 |

| 2011    | 2016    | 2020    | 2026 | 2031 | 2036 | 2041 | 2046 | 2051 |
| ------- | ------- | ------- | ---- | ---- | ---- | ---- | ---- | ---- |
| 369 171 | 382 604 | 401 388 | -    | -    | -    | -    | -    | -    |

- Population : 382 604 habitants (2016)[17]
- Superficie : 30 504 km2
- Densité : 12,4 hab./km2
- Taux de natalité : 11,4 ‰ (2006)
- Taux de mortalité : 6,3 ‰ (2006)

## Administration
La région de l'Outaouais est composée de 67 municipalités locales et 6 territoires non organisés répartis dans 4 municipalités régionales de comté (MRC) et un territoire équivalent. Elle comporte également deux réserves amérindiennes (Lac-Rapide et Kitigan Zibi).
| Nom                         | Chef-lieu      | Population 2021 | Superficie terrestre (km2) | Densité (hab./km2) |
| --------------------------- | -------------- | --------------- | -------------------------- | ------------------ |
| La Vallée-de-la-Gatineau    | Gracefield     | 20 547          | 13 931,5                   | 1,47               |
| Les Collines-de-l'Outaouais | Chelsea        | 54 498          | 2 199,3                    | 24,78              |
| Papineau                    | Papineauville  | 24 308          | 3 205,9                    | 7,58               |
| Pontiac                     | Campbell's Bay | 14 764          | 14 105,7                   | 1,05               |
| Gatineau                    | Gatineau       | 291 041         | 342,32                     | 850,2              |
| Région                      | Région         | 405 158         | 34 082                     | 11,89              |

## Politique

### Ministre responsable
| Années | Années          | Député            | Parti                   |
| ------ | --------------- | ----------------- | ----------------------- |
|        | 2012 - 2014     | Stéphane Bergeron | Parti québécois         |
|        | 2014 - 2018     | Stéphanie Vallée  | Parti libéral du Québec |
|        | 2018 - en cours | Mathieu Lacombe   | Coalition avenir Québec |

### Circonscriptions électorales

#### Circonscriptions électorales provinciales
- Chapleau : Mathieu Lévesque (CAQ)
- Gatineau : Robert Bussière (CAQ)
- Papineau : Mathieu Lacombe (CAQ)
- Hull : Suzanne Tremblay (CAQ)
- Pontiac : André Fortin (PLQ)

#### Circonscriptions électorales fédérales
- Argenteuil—La Petite-Nation : Stéphane Lauzon (PLC)
- Gatineau : Steve MacKinnon (PLC)
- Hull—Aylmer : Greg Fergus (PLC)
- Pontiac : Sophie Chatel (PLC)

## Éducation

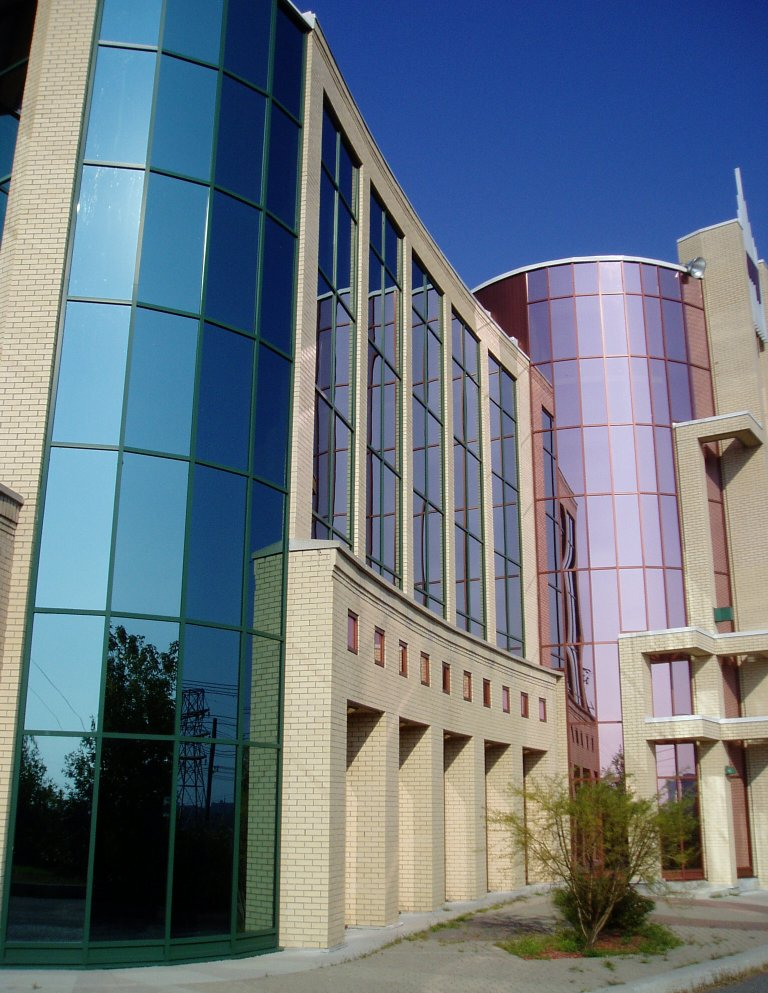
Université du Québec en Outaouais, Pavillon Taché

### Universitaire
- L'Université du Québec en Outaouais fait partie du réseau Université du Québec. Elle compte plus de 5 500 étudiants. L'UQO offre plus 100 options d'études allant de la comptabilité aux sciences infirmières en passant par l'informatique, la psychoéducation, les arts visuels, la rédaction, la communication et bien d'autres disciplines. Elle est reconnue aussi mondialement pour son laboratoire de cyberpsychologie et ses recherches en photonique. En 2010, l'UQO inaugure son nouveau campus à Saint-Jérôme, le premier du genre dans les Laurentides.

### Collégiale
- Le Cégep de l'Outaouais compte 4 000 étudiants réguliers et 2 000 étudiants à temps partiel, dans 3 campus. Des dizaines de différents programmes et cours y sont offerts.
- Le Collège Héritage est un cégep anglophone. On y compte environ 1 000 étudiants.
- Le Collège Universel, anciennement Collège Pré-Universitaire Nouvelles Frontières, offre divers cours en préparation à l'université.

### Districts scolaires
La région est divisée en 20 districts scolaires francophones desservis dans 4 centres de services scolaires.
- Centre de services scolaire au Cœur-des-Vallées
- Centre de services scolaire des Draveurs
- Centre de services scolaire des Hauts-Bois-de-l'Outaouais
- Centre des services scolaire des Portages-de-l'Outaouais